# Fußballspiel Dinamo Zagreb – Roter Stern Belgrad am 13. Mai 1990

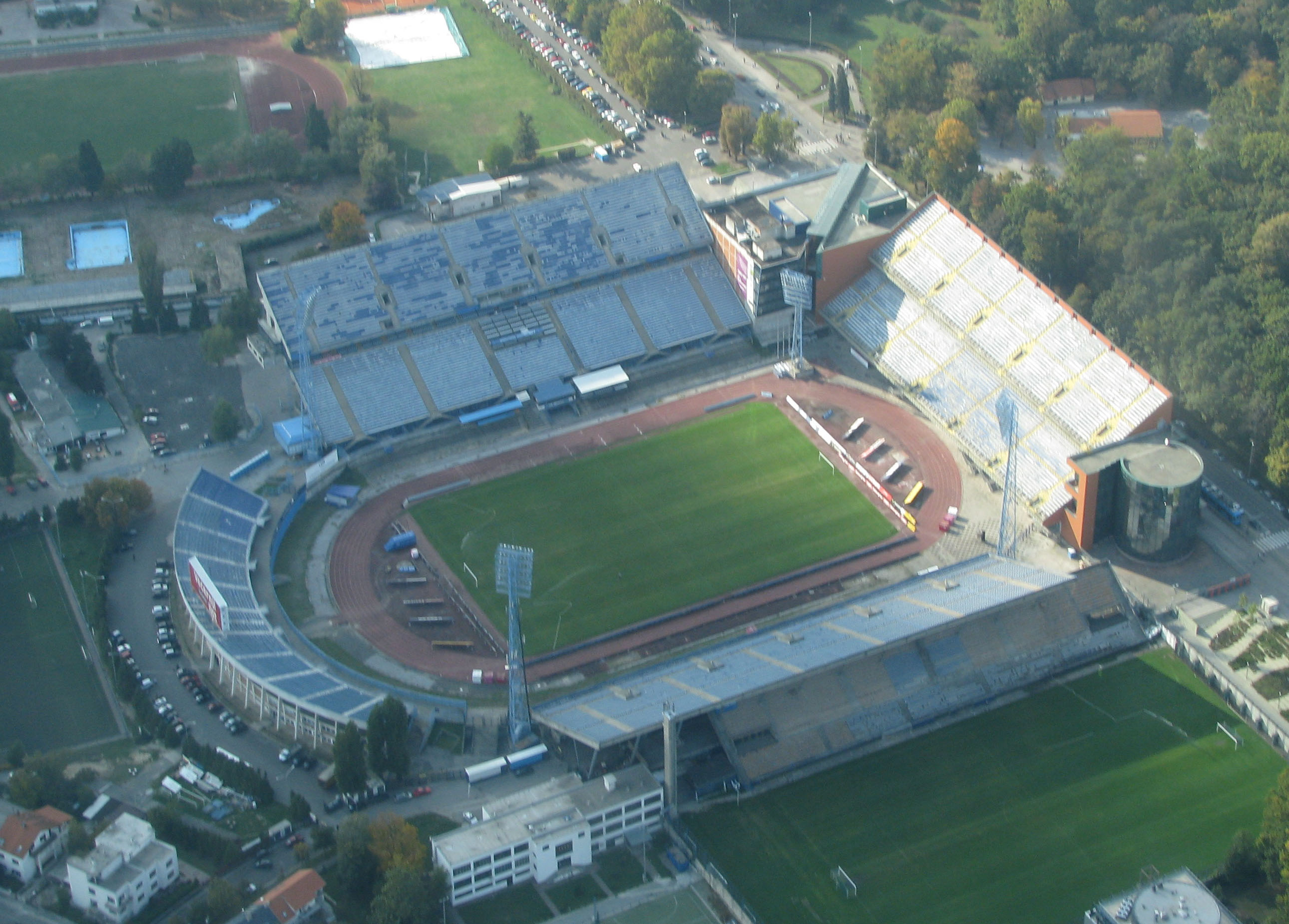
Das Stadion Maksimir in Zagreb

Das Fußballspiel Dinamo Zagreb – Roter Stern Belgrad 1990 war ein Spiel der 1. jugoslawischen Fußballliga 1989/90, dessen Austragung am 13. Mai 1990 im Stadion Maksimir in Zagreb geplant war. Aufgrund von Krawallen vor dem Spiel zwischen serbischen und kroatischen Ultras konnte das Spiel nicht ausgetragen werden und wurde mit einem 3:0-Sieg für Roter Stern gewertet. Bei den Unruhen wurden über 100 Menschen verletzt. Der Vorfall ereignete sich nur wenige Wochen nach den ersten Mehrparteienwahlen in Kroatien seit fast fünfzig Jahren, bei denen die Parteien, die für die Unabhängigkeit Kroatiens eintraten, die Mehrheit der Stimmen erhalten hatten. Die Krawalle wurde später zu einem Symbol für den Zerfall Jugoslawiens.

## Hintergrund
Die Rivalität zwischen Dinamo Zagreb und Roter Stern Belgrad war stets groß, da sie in der 1. jugoslawischen Liga häufig an der Spitze standen und oft um die Meisterschaft konkurrierten. Im Jahr 1990 verschärfte sich diese Rivalität aufgrund der zunehmenden ethnischen Spannungen in Jugoslawien. In den meisten Teilen Jugoslawiens fanden die ersten Mehrparteienwahlen statt, und nationalistische und separatistische Parteien kamen in den Teilrepubliken an die Macht. Der zweite Wahlgang in Kroatien wurde am 6. Mai abgehalten, wobei die Kroatische Demokratische Union (HDZ) unter Franjo Tuđman gewann. Kroatien und Slowenien waren unter der neuen Führung die führenden Kräfte hinter den Bestrebungen, Jugoslawien zu einer losen Konföderation umzugestalten, wurden jedoch von Serbien unter Slobodan Milošević bekämpft, welche einen zentralisierten Staat Jugoslawien wollten. 
Das Spiel Dinamo Zagreb gegen Roter Stern Belgrad fand am 33. Spieltag statt. Sportlich ging es nur noch um wenig, da Roter Stern bereits sicher Meister war. Man schätzt, dass zwischen 15.000 und 20.000 Zuschauer das Spiel besucht haben, darunter etwa 3000 Auswärtsfans von Roter Stern (die Ultras Delije). Die Delije wurden von Željko Ražnatović (auch bekannt als "Arkan") angeführt, einem serbischen Nationalisten, der wegen verschiedener Raubüberfälle und Morde in Europa gesucht wurde und  über beste Kontakte zur Belgrader Unterwelt verfügte. Bald darauf sollte er die Serbische Freiwilligengarde anführen, die während der Jugoslawienkriege Kriegsverbrechen beging. Viele Fans von Roter Stern und Dinamo kämpften in dem folgenden Kroatienkrieg und Bosnienkrieg, und viele der Delije schlossen sich Arkans Truppen an. Sowohl die Delije als auch die Dinamo-Fangruppierung (Bad Blue Boys) waren mehr als nur Fußballfans, denn sie verfügten über eine paramilitärische Organisation.

## Die Ausschreitungen
Schon mehrere Stunden vor Anpfiff kam es zu Ausschreitungen in Zagreb zwischen Delije und Bad Blue Boys, welche im Stadion weitergingen. Provoziert durch Steine, die die Bad Blue Boys geworfen haben sollen, begannen die Delije, die sich in dem für Gästefans reservierten Bereich des Stadions aufhielten, Werbetafeln zu zerreißen und machten sich schließlich auf den Weg zu den Dinamo-Fans. Die Delije griffen sie mit abgerissenen Sitzen an, nachdem sie serbisch-nationalistische Parolen wie "Zagreb ist serbisch" und "Wir bringen Tuđman um" skandiert hatten und verwüsteten das Stadion. In Reaktion sangen die Dinamo-Fans „Wenn du glücklich bist, tritt einen Serben zu Boden, wenn du glücklich bist, schlachte ihn mit einem Messer, wenn du glücklich bist, schreie laut: Kroatien, unabhängiger Staat“.
Die Bad Blue Boys stürmten schließlich das Spielfeld, wo es zu weiteren Auseinandersetzungen kam. Die Spieler mussten in die Kabine flüchten und das Spiel konnte nicht angepfiffen werden. Zahlreiche Menschen wurden verletzt. Die Polizei und Sicherheitskräfte wurden schnell von randalierenden Hooligans überwältigt, kamen aber mit Verstärkung zurück und setzten gepanzerte Fahrzeuge und Wasserwerfer ein, um die Randalierer zu vertreiben. Mehr als eine Stunde später, nachdem das Stadion in Brand gesetzt worden war, konnte der Aufruhr unter Kontrolle gebracht werden.

### Zvonomir Bobans Tritt
Inmitten des Chaos blieben einige Dinamo-Spieler noch auf dem Spielfeld, während die Spieler von Roter Stern bereits in die Umkleidekabinen gegangen waren. Zvonimir Boban, der Kapitän von Dinamo, trat einem Polizeibeamten, der auf einen Dinamo-Anhänger einschlug, mit einem Sprungtritt gegen das Gesäß. Boban wurde dafür in Kroatien zum Nationalhelden erklärt, jedoch in Serbien als Nationalist gebrandmarkt. Er wurde vom jugoslawischen Fußballverband (FSJ) für sechs Monate gesperrt und verpasste die Fußballweltmeisterschaft 1990.

## Nachwirkungen
Nach dem Spiel wurde in Serbien den Dinamo-Anhängern und in Kroatien den Roter Stern-Anhängern die Schuld für die Krawalle gegeben. Auch ein angeblich einseitiges Vorgehen gegen die Dinamo-Fans durch die jugoslawischen Sicherheitskräfte sorgte bei Kroaten für großen Unmut. Dies trug zu einer Radikalisierung der nationalistischen Stimmung in Kroatien bei. Es bildeten sich auch Verschwörungstheorien über die Ereignisse. So behaupteten Kroaten, dass die Krawalle inszeniert wurden, um die neue nationalistische Regierung Kroatiens zu destabilisieren und dass die überwiegend serbischen Polizisten im Stadion vorwiegend gegen Dinamo-Anhänger vorgegangen wären. Auch in Serbien gab es Gerüchte, dass die Gewalt im Voraus geplant war, allerdings angeblich von den kroatischen Behörden.
Die Unruhen markierten den Anfang vom Ende der ersten jugoslawischen Liga. Am Ende der folgenden Saison 1990/91 erklärten Slowenien und Kroatien ihre Unabhängigkeit von Jugoslawien. Daraufhin gründeten die beiden neuen Länder ihre eigenen Fußballligen. Die erste jugoslawische Liga bestand danach noch eine weitere Saison, aber am Ende der Saison 1991/92 war der Zerfall Jugoslawiens bereits in vollem Gange.
Es wurde immer wieder behauptet, dass die Krawalle vom 13. Mai den darauf folgenden Kroatienkrieg ausgelöst hätten. Diese Darstellung wurden besonders durch Dokumentarfilme und journalistische Beiträge populär gemacht. Neuere Untersuchungen zeigen jedoch, dass die Krawalle eher die sich verschlechternden ethnischen Beziehungen auf dem Balkan reflektierten, anstatt sie ausgelöst zu haben.
Für die Kroaten wurde Bobans Tritt und der Widerstand der Bad Blue Boys zu einem symbolischen Moment, der ihren Wunsch nach einem unabhängigen Kroatien widerspiegelte. Boban wurde heroisiert und ein Mythos entstand unter den Dinamo-Fans. Am Stadion Maksimir wurde später eine Statue zu Ehren der Dinamo-Fans errichtet, an der steht: "an alle Dinamo-Fans, für die der Krieg am 13. Mai 1990 begann und damit endete, dass sie ihr Leben auf dem Altar des kroatischen Vaterlandes ließen".